# بلا بی
بلا بی (به انگلیسی: Bela B.) (زاده ۱۴ دسامبر ۱۹۶۲)، خواننده ، ترانه سرا ، بازیگر آلمانی است.
از فیلم‌های معروف او می‌توان به بازی در فیلم حرامزاده‌های لعنتی اشاره کرد.